# Porze
Die Porze (ital. Cima Palombino) ist ein 2599 m ü. A. hoher Berg im Karnischen Hauptkamm und liegt an der Grenze zwischen Osttirol und der italienischen Provinz Belluno. Der von West nach Ost lang gestreckte Berg fällt nach Norden mit schroffen und sehr steilen Wänden zum Talschluss von Obertilliach ab, wo sich auch die Porzehütte befindet. Die Südflanke ist weniger steil.

## Anstiege
- Von der Porzehütte in die Porzescharte und von Westen über den Austriaweg auf den Gipfel
- Von der Porzehhütte in das Tilliacherjoch und von Osten über den Gamsteig auf den Gipfel